# Adolf Hodler
Adolf Hodler (* 18. Juni 1858 in Sigmaringen; † 7. Dezember 1906 in Hechingen) war ein deutscher Jurist, Amtsgerichtsrat und Politiker.

## Leben
Nach seinem Abitur am Königlichen Gymnasium Hedingen in Sigmaringen und seinem Studium wirkte Adolf Hodler von 1893 bis 1898 als Amtsrichter in Hechingen.
Nach der Geburt seines Sohnes Otto Franz Sales Hodler am 9. April 1901 in Hechingen übernahm er ab 1903 die Aufgaben eines Landgerichtsrates in Hechingen. Als Politiker der Deutschen Zentrumspartei wirkte Hodler als Vertreter des Wahlkreises Hohenzollern als Mitglied im Preußischen Abgeordnetenhaus.

## Schriften
- Adolf Hodler (Bearb.): Das particuläre Civilrecht der Hohenzollerschen Lande, Reitz & Koehler, Frankfurt am Main 1893; Digitalisat des Max-Planck-Instituts für europäische Rechtsgeschichte
- Adolf Hodler (Hrsg.): Die Vorschriften über die Jagd und den Vogelschutz in den Hohenzollernschen Landen; Hechingen: Sulger 1895